# Georg Schenck
Georg Christian Schenck (* 20. Juli 1785 in Darmstadt; † 14. Februar 1857 in Walldorf) war ein hessischer Weinhändler und liberaler Politiker und Abgeordneter der 2. Kammer der Landstände des Großherzogtums Hessen.
Georg Schenck war der Sohn des Gerichtspräsidenten August Schenck (* 26. Dezember 1744 in Braubach; † 12. November 1806 in Darmstadt) und von dessen Ehefrau Johanna Margarethe Reinhardine, geborene Schleiermacher (* 15. September 1747 in Alsfeld; † 22. Dezember 1813 ebenda). Schenck, der evangelischen Glaubens war, war Weinhändler und Kaufmann in Kelsterbach und heiratete am 21. Mai 1815 in Thalitter Friederike Florentine Wilhelmine geborene Müller (1797–1882).
Von 1826 bis 1841 gehörte er der Zweiten Kammer der Landstände an. Er wurde zunächst für den Wahlbezirk Starkenburg 3/Langen, dann Starkenburg 8/Wald-Michelbach und zuletzt Oberhessen 9/Okarben-Vilbel gewählt.